# 陈方既
陈方既（1921年9月30日—2020年8月26日），别名陈泽浦，男，湖北沔阳人，中国书画家、文艺理论家。一级美术师。1990年代曾任湖北省书法家协会副主席、湖北省美术家协会创研部主任、湖北省书学研究会副会长。

## 生平
1921年生于湖北省沔阳县。9岁时离家，随叔父陈青之到汉口读书，期间与刘仁甫结识。1943年至1946年，在重庆国立艺术专科学校西画科学习。1948年参加革命工作。1949年中华人民共和国成立后，在武汉市文化馆、市文工团、市文化局、市文联从事美术创作及组织工作。1955年进入中国美术家协会武汉分会从事美术工作。文化大革命开始后，下放至崇阳县农村劳动。1970年调到武汉市豫剧团，负责布景工作。1978年回到中国美术家协会武汉分会，担任创作研究部主任，并开始从事美术理论研究。1981年，在《书法研究》发表《书法是抽象的造型艺术》，引发了一场关于书法美学的讨论。1983年，当选湖北省书法家协会第一届理事会常务理事。1986年至1994年，担任湖北省书法家协会副主席。
2012年10月，《书理思辨》获第八届中国文联文艺评论奖著作类特等奖。2018年11月29日，陈方既书法艺术馆在湖北省公安县挂牌。
2020年8月26日5时40分在武汉逝世。

## 荣誉
- 中国书法家协会第二届“德艺双馨会员”称号（2002年）
- 第一、二、三届中国书法兰亭奖·理论奖（2001年、2006年、2009年）
- 首批湖北“文化名家”（2012年）[7]
- 第四届中国书法兰亭奖·终身成就奖（2013年）[8]

## 出版物
- 陈方既. . 武汉: 湖北美术出版社. 1992. ISBN 7-5394-0331-4.
- 陈方既. . 书法学文库第一辑. 杭州: 浙江美术学院出版社. 1992. ISBN 7-81019-196-9.
- 陈方既; 雷志雄. . 中国书学丛书. 郑州: 河南美术出版社. 1994. ISBN 7-5401-0172-5.
- 陈方既; 杨祖武. . 北京: 华文出版社. 2000. ISBN 7-5075-1053-0.
- 陈方既. 田耕之 , 编. . 北京: 华文出版社. 2003. ISBN 7-5075-1470-6.
- 陈方既. 田耕之 , 编. . 郑州: 河南美术出版社. 2012. ISBN 978-7-5401-2270-6.
- 陈方既. 田耕之 , 编. . 郑州: 河南美术出版社. 2014. ISBN 978-7-5401-2913-2.
- 陈方既. . 当代书法论丛. 南京: 江苏人民出版社. 2016. ISBN 978-7-214-16016-4.